# Conservative Political Action Conference

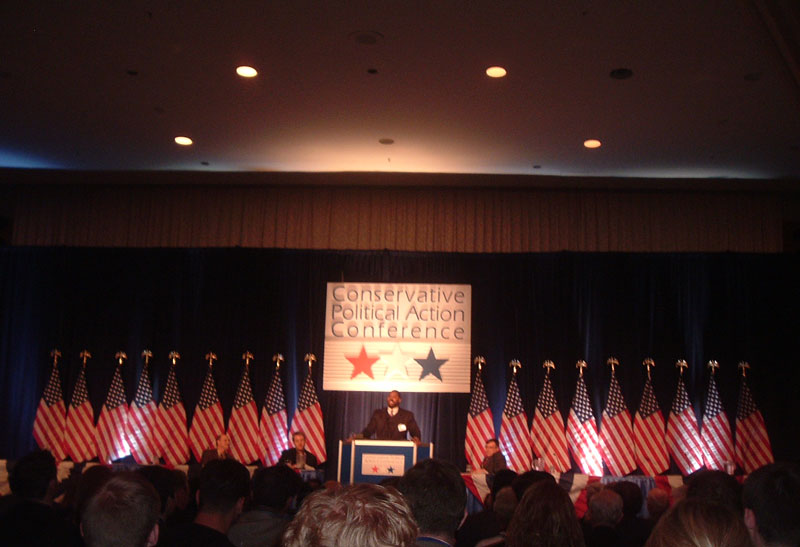
Blick in den Versammlungssaal
der CPAC 2006

Die Conservative Political Action Conference (CPAC) ist eine seit 1973 jährlich stattfindende politische Konferenz mit konservativen Aktivisten und Volksvertretern die in den USA, seit 2022 auch in Ungarn sowie seit 2024 auch in Argentinien stattfindet. Entstanden in den  Vereinigten Staaten ehemals mit nationalem Schwerpunkt und Teilnehmern aus den Vereinigten Staaten sowie internationalen Gästen, haben in der neueren Zeit wie die CPAC Konferenzen in Ungarn und Argentinien  auch einen internationalen Charakter. Die CPAC USA wird von der American Conservative Union Foundation (ACUF) organisiert. Mehr als 100 Organisationen leisten ihren Beitrag zu der Organisation. Human Events, die Young America’s Foundation und die National Rifle Association sind drei der prominentesten Sponsoren in den letzten Jahren.

## Geschichte

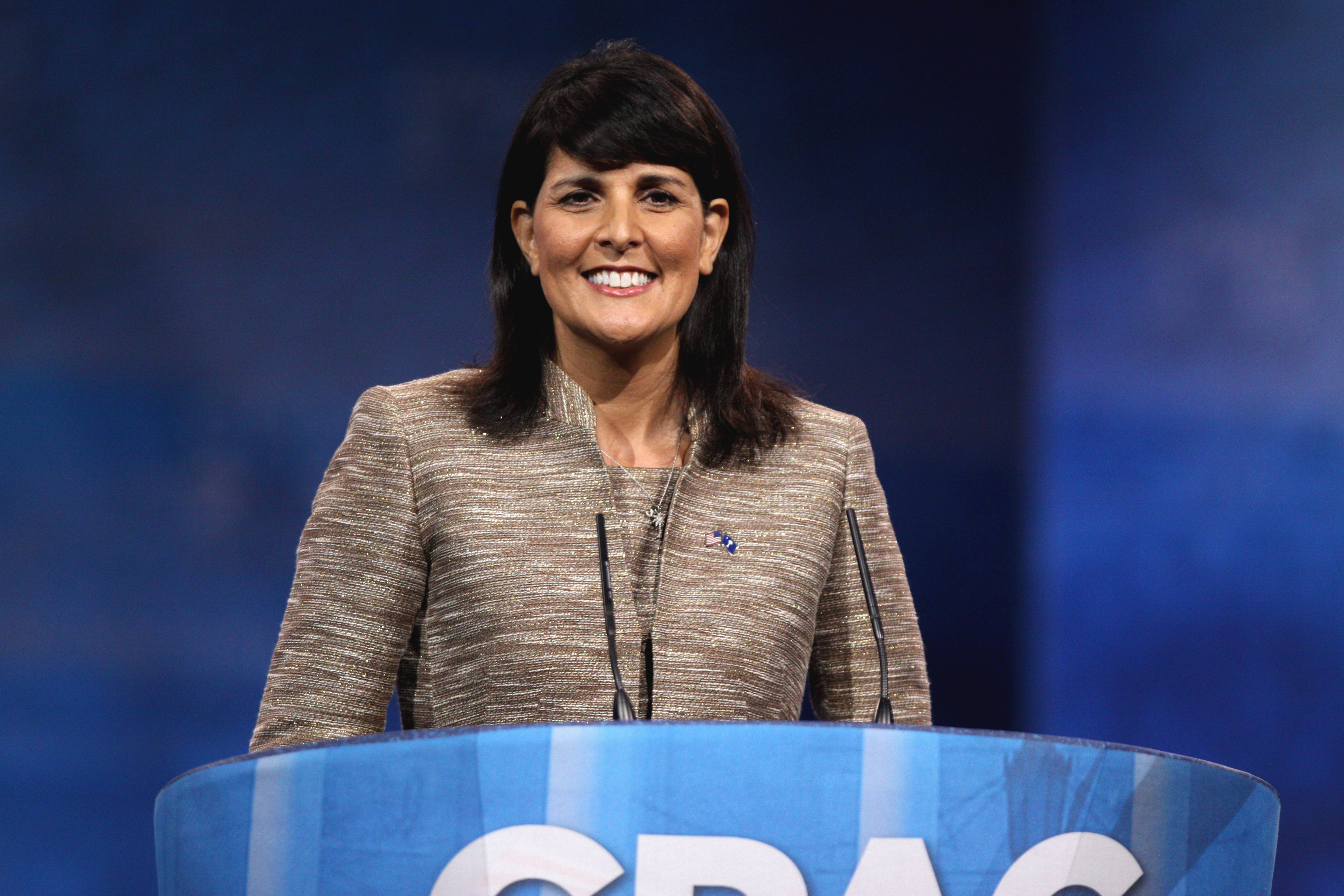
15. März 2013: Nikki Haley, 2017 von Donald Trump ernannte US-UN-Botschafterin vor der CPAC 2013, im Immobilienprojekt National Harbor (Prince George’s County, US-Bundesstaat Maryland)

Die Konferenz wurde im Jahr 1973 von der American Conservative Union (ACU) und den Young Americans for Freedom, einer kleinen Ansammlung von engagierten Konservativen, begründet. Über die Jahre wuchs die Veranstaltung auf tausende von Besuchern an. Ungefähr die Hälfte sind Besucher, die sich im College-Alter befinden. Eine Einladung an die Organisation American Atheists im Jahre 2014 wurde noch am Tag ihrer Ausstellung zurückgezogen. Der Neonazi und White-Supremacy-Aktivist Richard B. Spencer wurde bei einem Versuch, am 23. Februar 2017 an einer CPAC-Konferenz teilzunehmen, von Organisatoren aus dem Konferenzhotel hinausgeworfen, wobei der Direktor von ACU Spencers Positionen zu Alt-Right als „linken Faschismus“ brandmarkte.

## Gastredner (Auswahl)
- 1977: Ronald Reagan,[10][11][12] Vor, während und nach seiner Präsidentschaft sprach beispielsweise Ronald Reagan zwölfmal auf den Konferenzen.[13]
- George W. Bush,[14] Dick Cheney,[15] Pat Buchanan,[16] Karl Rove, Newt Gingrich,[14] Sarah Palin, Ron Paul,[17] Mitt Romney,[14] Tony Snow,[14] Glenn Beck,[18] Rush Limbaugh,[19] Ann Coulter,[15] Allen West,[20] Michele Bachmann,[21] Donald Trump
- 2013: Nikki Haley
- 2017: Präsidenten-Chef-Berater Steve Bannon,[22][23] Kellyanne Conway,[24] Public-Relations-Managerin Trumps, US-Vizepräsident Mike Pence, US-Präsident Donald Trump[25] sowie weitere konservative Personen der US-amerikanischen Polit-Szene und Medien.
- 2018: Eric Bolling
- 2019: Marion Maréchal[26], Giorgia Meloni[27]
- 2022: Viktor Orbán, Tulsi Gabbard[28], Giorgia Meloni[27]
- 2024: Javier Milei[29]
- 2025: Alice Weidel[30]

## Themen

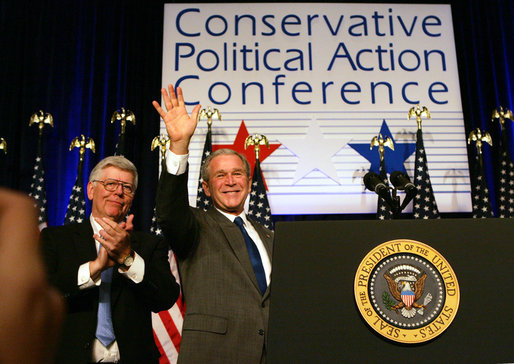
George W. Bush bei seiner Rede vor der CPAC 2008

Ein „Bürgerkrieg des Konservatismus“ fand 2011 statt, als über die politische Richtung gestritten wurde: Namhafte konservative Organisationen wie die Heritage Foundation, Family Research Council und die American Family Association und Senator Jim DeMint boykottierten die Konferenz. Mike Huckabee blieb den Konferenzen 2010 und 2011 fern. Er fürchtete, dass sich die Konferenz in eine Richtung entwickeln würde, die zu libertär sei.

## Strawpoll

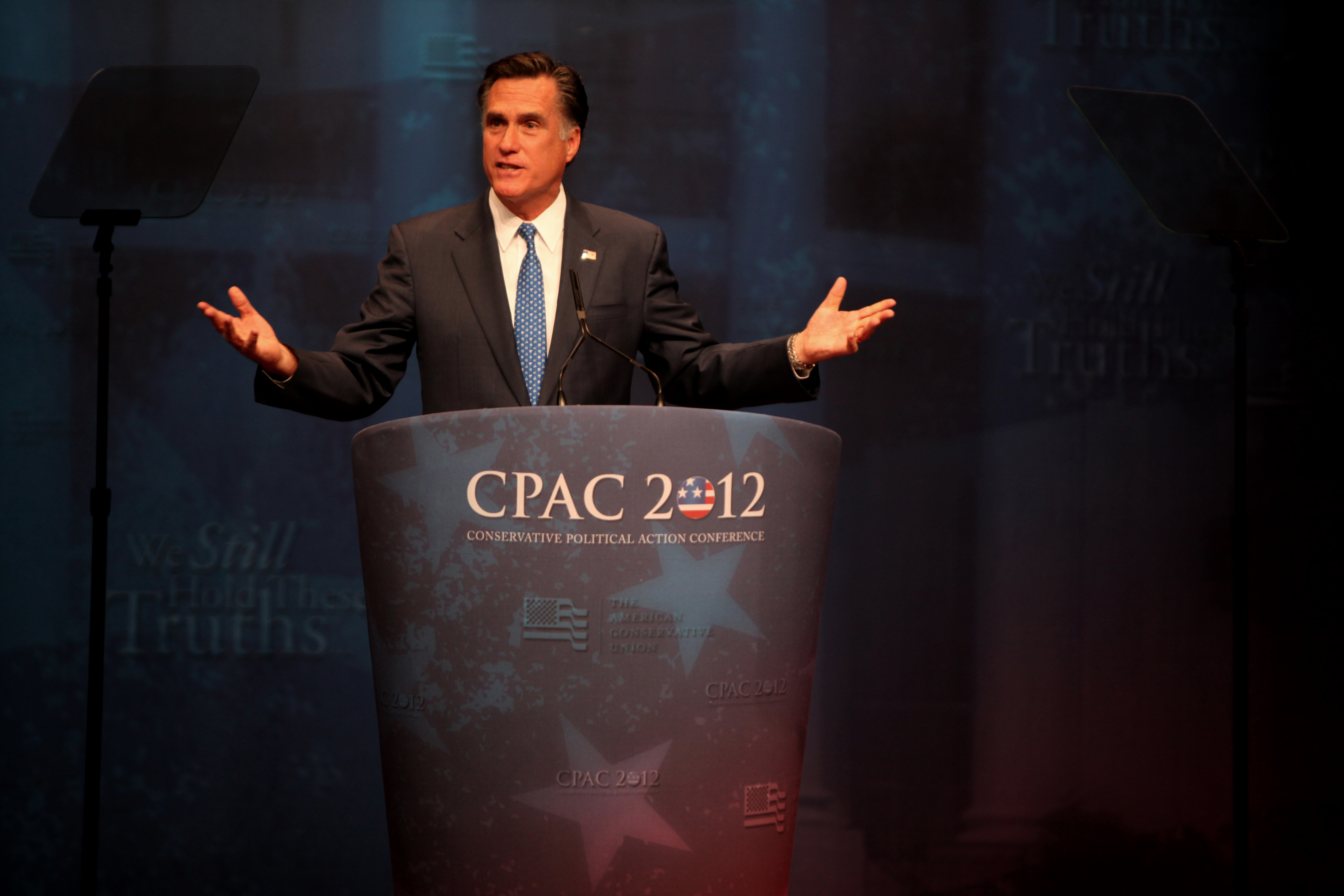
Mitt Romney bei seinem Auftritt vor der CPAC 2012

Jedes Jahr findet in der CPAC eine kurze Meinungsumfrage (Strawpoll) statt, die den besten Präsidentschaftskandidaten ermitteln soll.
| Jahr | Strawpoll-Sieger |
| ---- | ---------------- |
| 1976 | Ronald Reagan    |
| 1980 | Ronald Reagan    |
| 1984 | Ronald Reagan    |
| 1986 | Jack Kemp        |
| 1987 | Jack Kemp        |
| 1993 | Jack Kemp        |
| 1995 | Phil Gramm       |
| 1998 | Steve Forbes     |
| 1999 | Gary Bauer       |
| 2000 | George W. Bush   |
| 2005 | Rudy Giuliani    |
| 2006 | George Allen     |
| 2007 | Mitt Romney      |
| 2008 | Mitt Romney      |
| 2009 | Mitt Romney      |
| 2010 | Ron Paul         |
| 2011 | Ron Paul         |
| 2012 | Mitt Romney      |
| 2013 | Rand Paul        |
| 2014 | Rand Paul        |
| 2015 | Rand Paul        |
| 2016 | Ted Cruz         |
| 2019 | Donald Trump     |
| 2021 | Donald Trump     |
| 2022 | Donald Trump     |
| 2023 | Donald Trump     |
| 2024 | Donald Trump     |